# توتتناو
شهر توتتناو (به آلمانی: Todtnau) در ایالت بادن-وورتمبرگ در کشور آلمان واقع شده‌است.

## نگارخانه

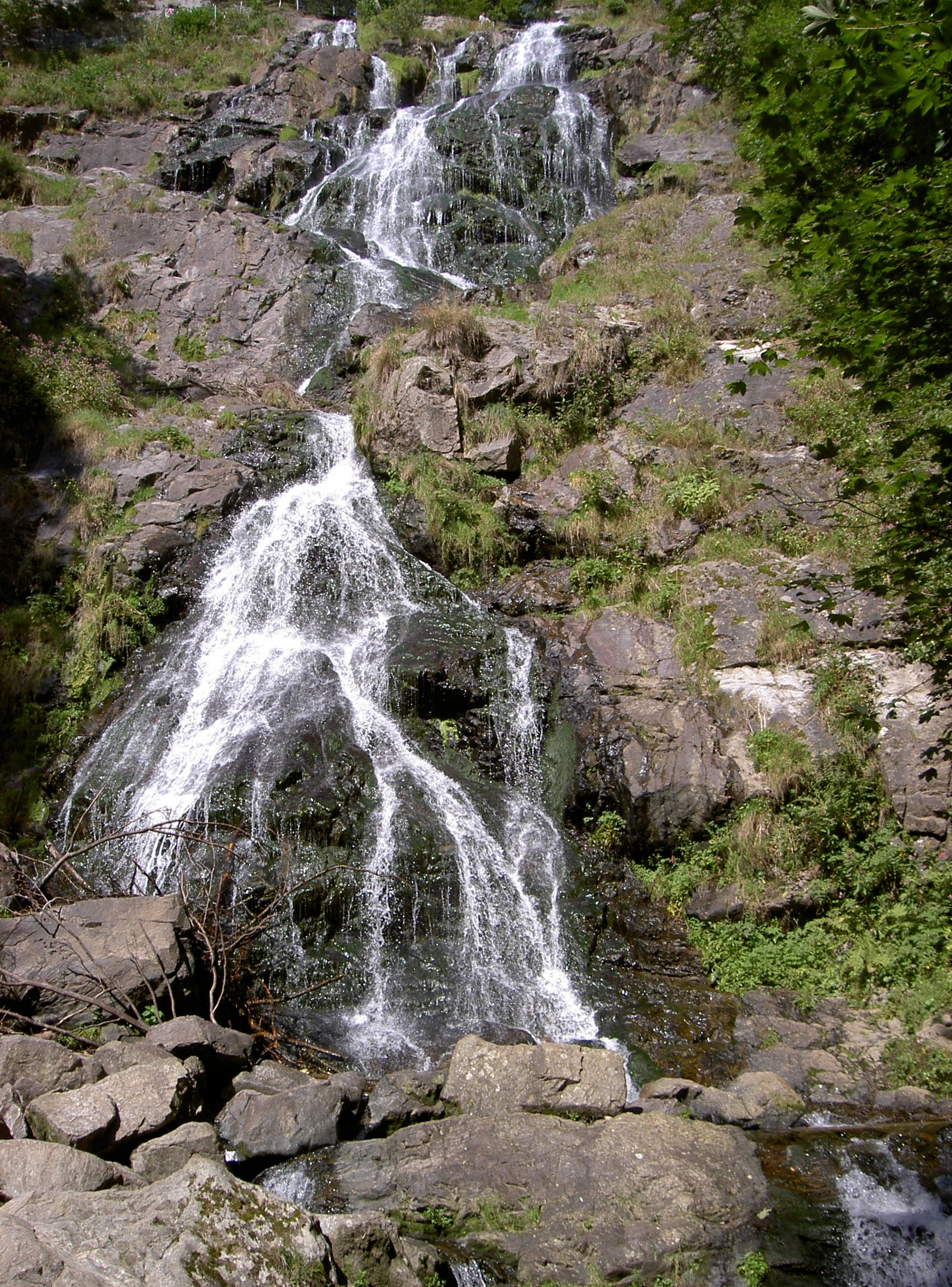
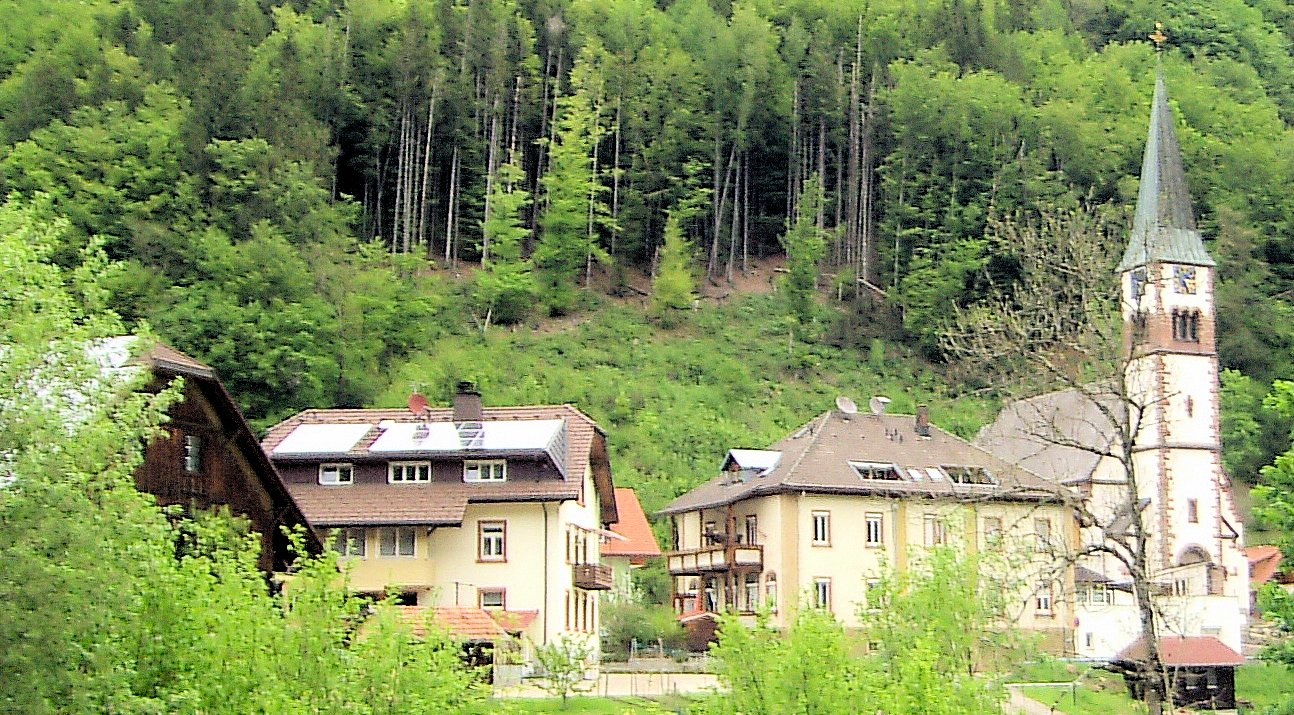
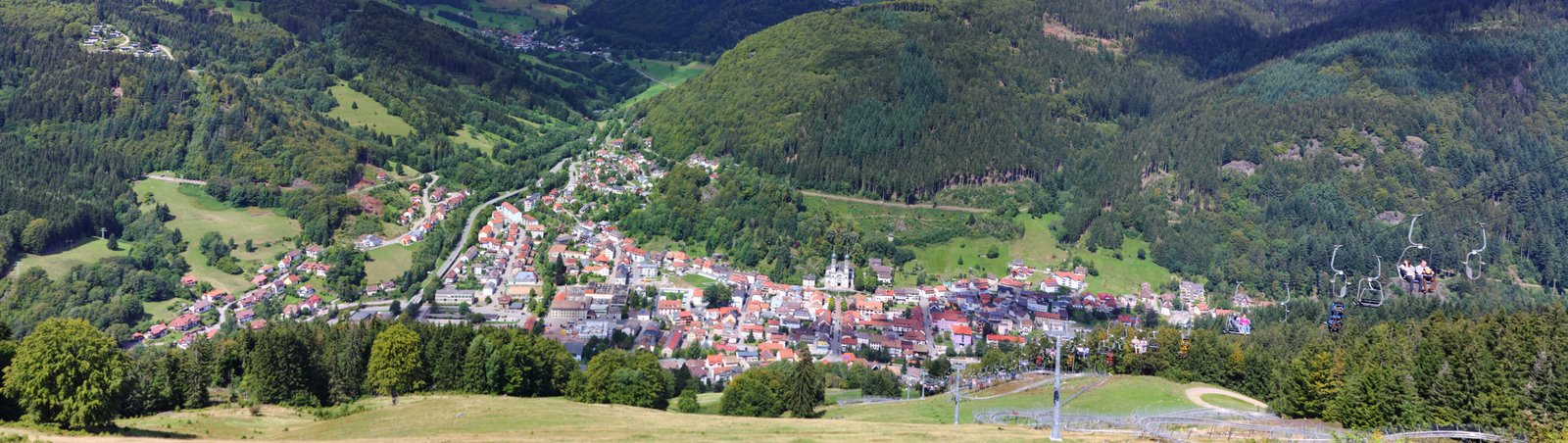